# Српско библиофилско друштво
Српско библиофилско друштво је невладина организација основана 2002. године у Београду са циљем да популарише књигу, њено сакупљање, чување и читање. У културној историји Срба ово је прво друштво ове врсте.
Осим подстицања развоја библиофилије, СБД има сопствену издавачку делатност, а сарађује и са другим угледним установама културе на подухватима од посебног значаја: Манастиром Хиландар,, Библиотеком Матице српске, Народном библиотеком Србије, Библиотеком града Београда, Легатом Милорада Павића, Музејом рудничко-таковског краја, Задужбином Иве Андрића итд.
Оснивачи Српског библиофилског друштва су Срђан В. Стојанчев и Иван Ж. Лазаревић.

## Циљеви друштва
По статуту, Српско библиофилско друштво има следеће циљеве:
- популаризација књиге и других писаних и штампаних материјала;
- довођење књиге до што већег броја читалаца
- развијање жеље за дружење са књигом код младе популације;
- развијање личних склоности и стваралаштва на подручју скупљања, чувања и рестаурације старих књига, проучавања српске историје, обичаја, културе, научне мисли и сл.
- чување српског националног библиофилског блага;
- афирмисање и развијање васпитно-образовног аспекта скупљања књига као друштвено оправданог корисног трошења слободног времена;
- обезбеђивање међусобне сарадње свих заинтересованих за стару и нову књигу.

## Издања друштва
- Српско библиофилско друштво = Serbian bibliophilic society (оснивачки летак), Српско библиофилско друштво, Београд 2002.
- Лазаревић, Иван. Проституција кроз векове: прича о најстаријем занату на свету, Српско библиофилско друштво, Београд, (2011)  978-86-88631-00-6.
- Грујић, Радослав М. Духовни живот Срба у Војводини, Српско библиофилско друштво и Музеј српске православне цркве, Београд, (2012)  978-86-88631-02-0.
- Лазаревић, Иван. Директорски бонтон: пословна култура за оне који управљају људима и догађајима, Српско библиофилско друштво, Београд, (2012)  978-86-88631-01-3.
- Стојанчев, Срђан В. Јован А. Дучић, кнез српске поезије: 70 година од смрти, Српско библиофилско друштво, Београд, (2013)  978-86-88631-03-7.